# イレグ・サカル
イレグ・サカル（モンゴル語: Ilegü saqal、? - 1295年）は、西夏国出身のタングート人で、モンゴル帝国に仕えた将軍の一人。『元史』などの漢文史料では亦力撒合(yìlì sāhé)と記され、「多髭」を意味するIlegü saqalの転写ではないかと見られる。弟は立智理威。

## 概要
イレグ・サカルは「チンギス・カンの親衛千人隊長」として著名なチャガンの「従孫」で、祖父の曲也怯律はチャガタイ家に仕えてジャルグチとなった人物であった。父の阿波古はチャガタイ家のアルグに仕えて中央アジアにいたが、イレグ・サカルは1273年（至元10年）にクビライに仕える親衛隊（ケシクテイ）のスクルチ（衣服を掌る官）に選ばれ、東方に移住した。
クビライに仕えた後は使者として河西のジビク・テムルの下を訪れたことや、河東提刑按察使として平陽路ダルガチタイ・ブカを逐ったことなどが知られている。以上の功績により黄金100両・銀500両を与えられ、またクビライより直々に宝刀を下賜されている。その後、南台中丞となるとアフマド・ファナーカティーの息子で江浙行省平章政事の忽辛を弾劾している。
1284年（至元21年）には北京宣慰使に転任となったが、そこでオッチギン王家のナヤンが叛乱を企んでいることを最も早く偵知し、密かにこれに備えるよう報告している。1286年（至元23年）には北京宣慰使が遼陽行省に改められてイレグ・サカルも参知政事に任じられたが、この年に遂にナヤンは叛旗を翻した（ナヤンの乱）。ナヤンの乱平定戦においてイレグ・サカルは兵站を担当したが、軍糧を欠乏させることはなく、戦後功績により左丞に昇進となった。1290年（至元27年）には諸王ジャンギの娘を娶って四川行省の左丞に転任となった。1295年（元貞元年）にはオルジェイトゥ・カアン（成宗テムル）が新たに即位したことで入朝したが、間もなく亡くなった。

## タングート部チャガン家
- 曲也怯律
  - 阿波古
    - 亦力撒合（イレグ・サカル）
    - 立智理威
      - 買訥（マイヌ）
        - 達理麻（ダルマ）

      - 韓嘉訥

  - 察罕（チャガン）
    - 木花里（ムカリ）
    - 布兀剌
      - 塔出（タチュ）
        - 宰牙
        - 必宰牙